# Evernia prunastri
Evernia prunastri és una espècie liquenitzada de fong ascomicot de l'ordre dels lecanorals (Lecanorales). És un  liquen que s'utilitza en perfumeria.

## Característiques
El tal·lus és curt (3-4 cm de llarg) i arbustiu. El color va de verd fins a blanc verdós.

## Distribució
Es troba a molts boscos de clima temperat de l'hemisferi nord, incloent part de França, Portugal, Espanya, Amèrica del Nord i gran part d'Europa central.

## Història natural
Creix principalment sobre el tronc i branques dels roures, però també en altres arbres caducifolis i coníferes com els pins.

## Usos
Aquest liquen es cull al centre-sud d'Europa i es porta al centre perfumer occità de Grassa, on el processen. S'ha d'evitar l'ús de perfums amb aquest liquen en persones que hi tinguin al·lèrgia.